# فاريل روزان
فاريل روزان (بالبرتغالية: Varel Rozan‏) (ولد في 9 سبتمبر 1992 في جمهورية الكونغو) لاعب كرة قدم كونغولي يجيد اللعب في مركز الظهير الأيمن أو قلب الدفاع يلعب حالياً لصالح نادي النجوم السعودي.

## روابط خارجية
- فاريل روزان على موقع قاعدة بيانات كرة القدم.إي يو (الإنجليزية)
- فاريل روزان على موقع ناشيونال فوتبول تيمز (الإنجليزية)
- فاريل روزان على موقع Soccerway.com (الإنجليزية)